# Арденбург, Питер ван
Питер ван Арденбург (нидерл. Pieter van Aardenburg) — голландский моряк, служивший на корабле «De Spion» в звании лейтенанта. 12 сентября 1787 года во время стоянки у замка Лувестейн, он отказался выполнять приказ капитана Витте ван Дама о передаче пленных оранжистам из Гелдерна и поднял восстание на корабле. В результате мятежа Арденбургу удалось ранить капитана и пленить его вместе с соратниками. Позднее он перешёл на службу военным комиссаром. В 1791 году голландским художником Яном Герардом Валдорпом был написан портрет Питера ван Арденбурга.